# Rosalia gravida
Rosalia gravida là một loài bọ cánh cứng trong họ Cerambycidae.